# Pitkäsaari (ö i Finland, Mellersta Finland, Keuruu, lat 62,25, long 24,95)
Pitkäsaari är en ö i Finland. Den ligger i sjön Sammalinen och i kommunen Keuru i den ekonomiska regionen  Keuru ekonomiska region  och landskapet Mellersta Finland, i den södra delen av landet, 230 km norr om huvudstaden Helsingfors. Öns största längd är 180 meter i nord-sydlig riktning.